# Brévonnes
Brévonnes est une commune française, située dans le département de l'Aube en région Grand Est.

## Géographie
Brévonnes fait partie du parc naturel régional de la forêt d'Orient et est situé à la limite entre la Champagne humide et la Champagne crayeuse.
| Val-d'Auzon | Pel-et-Der | Blaincourt-sur-Aube |
| Piney       | Brévonnes  | Mathaux             |
| Piney       | Piney      |                     |

### Hydrographie
La commune est dans la région hydrographique « la Seine de sa source au confluent de l'Oise (exclu) » au sein du bassin Seine-Normandie. Elle est drainée par l'Auzon, le ruisseau du Temple, le Fossé 01 de la Loge Lionne, un bras du Moriller, le cours d'eau 01 de la commune de Brevonnes, le Fossé 01 de la Saute, le Fossé 01 de la Voie de l'Orme, le Fossé 01 de la Voie de Piney, le Fossé 01 du Molinet, le Fossé 01 du Moriller, le Fossé 02 de la commune de Brévonnes, le Fossé 03 de la commune de Brévonnes, la noue du Brai, le ruisseau du Clos des Noues, le ruisseau Saussier et divers autres petits cours d'eau,.
L'Auzon, d'une longueur de 40 km, prend sa source dans la commune de Piney et se jette  dans l'Aube à Morembert, après avoir traversé neuf communes.
Le ruisseau du Temple, d'une longueur de 18 km, prend sa source dans la commune de Vendeuvre-sur-Barse et se jette  dans l'Auzon sur la commune, après avoir traversé sept communes.

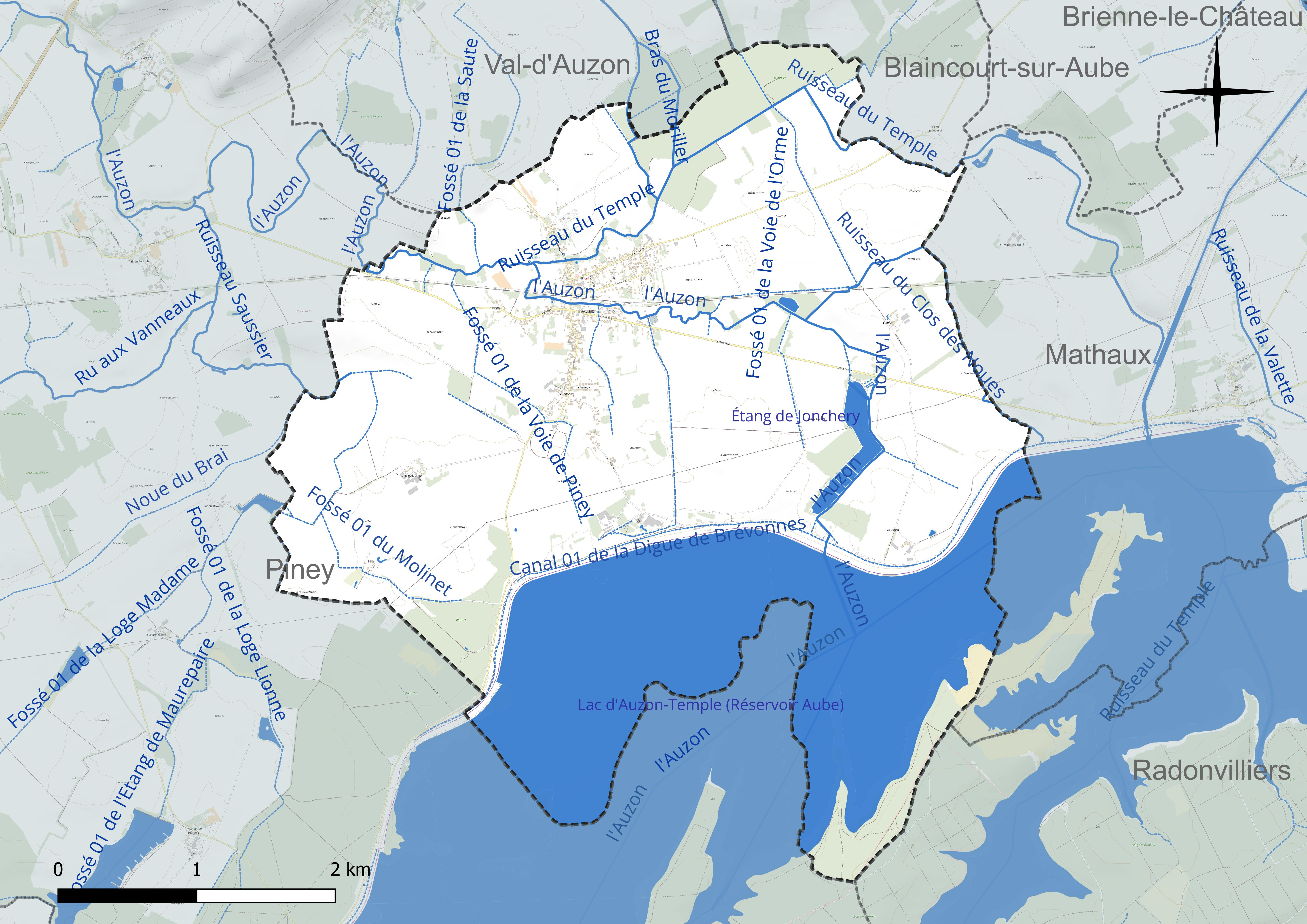
Réseau hydrographique de Brévonnes.

Deux plans d'eau complètent le réseau hydrographique : le lac d'Auzon-Temple (le réservoir Aube), d'une superficie totale de 1 830,5 ha (480,9 ha sur la commune) et l'étang de Jonchery (8,7 ha),.

### Climat
Pour des articles plus généraux, voir Climat du Grand Est et Climat de l'Aube.
En 2010, le climat de la commune est de type climat océanique dégradé des plaines du Centre et du Nord, selon une étude du Centre national de la recherche scientifique s'appuyant sur une série de données couvrant la période 1971-2000. En 2020, Météo-France publie une typologie des climats de la France métropolitaine dans laquelle la commune est exposée à un climat océanique altéré et est dans la région climatique Lorraine, plateau de Langres, Morvan, caractérisée par un hiver rude (1,5 °C), des vents modérés et des brouillards fréquents en automne et hiver.
Pour la période 1971-2000, la température annuelle moyenne est de 10,7 °C, avec une amplitude thermique annuelle de 15,8 °C. Le cumul annuel moyen de précipitations est de 757 mm, avec 12,3 jours de précipitations en janvier et 7,9 jours en juillet. Pour la période 1991-2020, la température moyenne annuelle observée sur la station météorologique de Météo-France la plus proche, « Mathaux-Étape », sur la commune de Mathaux à 6 km à vol d'oiseau, est de 11,5 °C et le cumul annuel moyen de précipitations est de 733,9 mm. 
La température maximale relevée sur cette station est de 41,5 °C, atteinte le 25 juillet 2019 ; la température minimale est de −18 °C, atteinte le 2 janvier 1997,,.
Les paramètres climatiques de la commune ont été estimés pour le milieu du siècle (2041-2070) selon différents scénarios d'émission de gaz à effet de serre à partir des nouvelles projections climatiques de référence DRIAS-2020. Ils sont consultables sur un site dédié publié par Météo-France en novembre 2022.

## Urbanisme

### Typologie
Au 1er janvier 2024, Brévonnes est catégorisée commune rurale à habitat dispersé, selon la nouvelle grille communale de densité à 7 niveaux définie par l'Insee en 2022.
Elle est située hors unité urbaine. Par ailleurs la commune fait partie de l'aire d'attraction de Troyes, dont elle est une commune de la couronne,. Cette aire, qui regroupe 209 communes, est catégorisée dans les aires de 200 000 à moins de 700 000 habitants,.
La commune, bordée par un plan d’eau intérieur d’une superficie supérieure à 1 000 hectares, le lac d'Auzon-Temple, est également une commune littorale au sens de la loi du 3 janvier 1986, dite loi littoral. Des dispositions spécifiques d’urbanisme s’y appliquent dès lors afin de préserver les espaces naturels, les sites, les paysages et l’équilibre écologique du littoral, tel le principe d'inconstructibilité, en dehors des espaces urbanisés, sur la bande littorale des 100 mètres, ou plus si le plan local d’urbanisme le prévoit.

### Occupation des sols
L'occupation des sols de la commune, telle qu'elle ressort de la base de données européenne d’occupation biophysique des sols Corine Land Cover (CLC), est marquée par l'importance des territoires agricoles (62,1 % en 2018), une proportion sensiblement équivalente à celle de 1990 (62,7 %). La répartition détaillée en 2018 est la suivante : 
terres arables (56 %), eaux continentales (27,4 %), forêts (7 %), zones urbanisées (3,1 %), zones agricoles hétérogènes (3,1 %), prairies (3 %), milieux à végétation arbustive et/ou herbacée (0,4 %). L'évolution de l’occupation des sols de la commune et de ses infrastructures peut être observée sur les différentes représentations cartographiques du territoire : la carte de Cassini (XVIIIe siècle), la carte d'état-major (1820-1866) et les cartes ou photos aériennes de l'IGN pour la période actuelle (1950 à aujourd'hui).

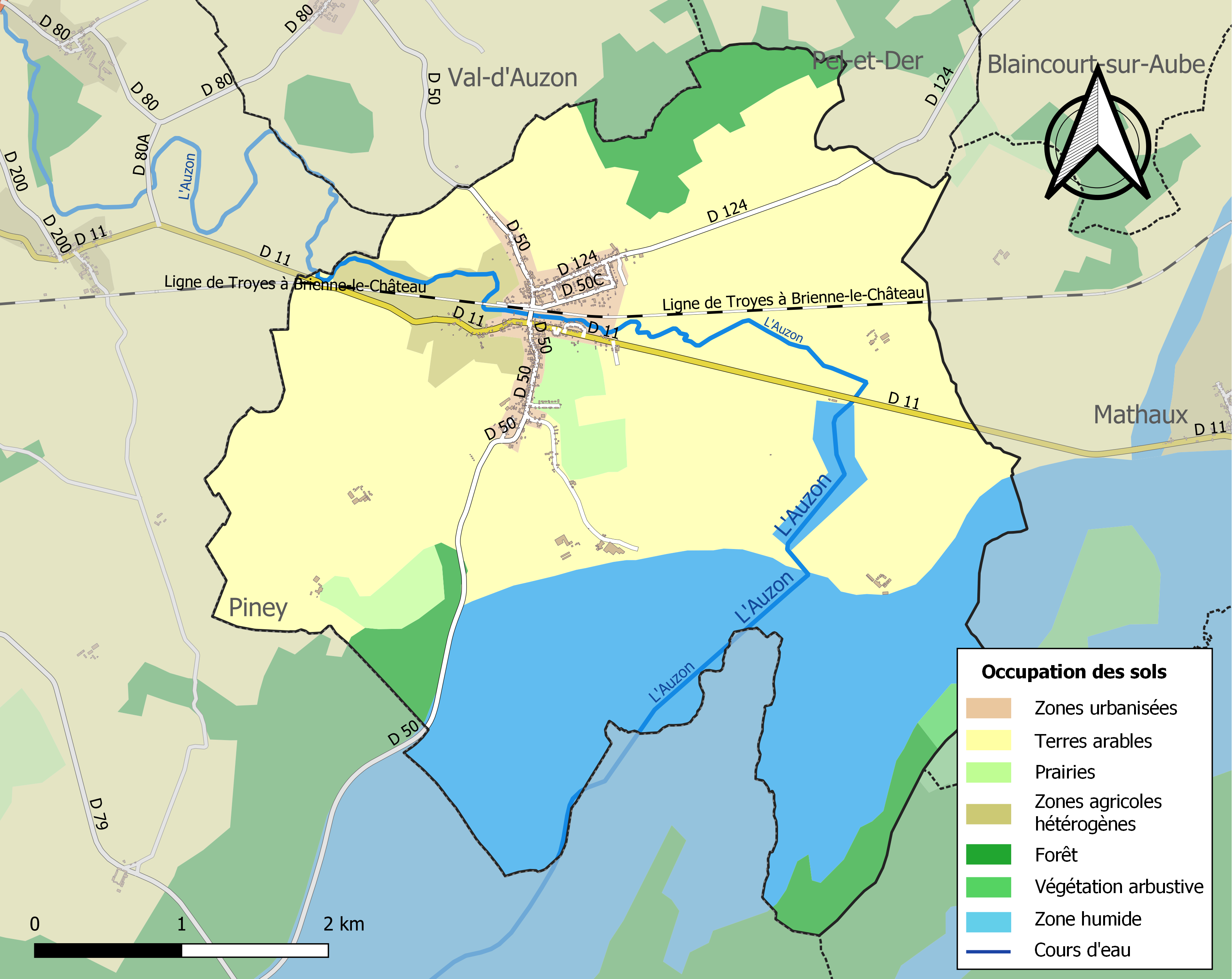
Carte des infrastructures et de l'occupation des sols de la commune en 2018 (CLC).

## Histoire
Brévonnes, nom d'origine gauloise Biberonna signifiant « fontaine des Bièvres »[réf. nécessaire]. En effet, l'Auzon, rivière traversant le village et proche de la forêt d'Orient, devait être, autrefois, riche en castors.
Le village apparait sous différentes dénominations dans les archives historiques :
- Bevronne (1177, abbaye de Saint-Loup)
- Bevrone (1230, cartulaire du Temple)
- Brevonne (1309, abbaye de Saint-Loup)
- Beuvronna (1407, pouillé)
- Bevrona (XVIe siècle, pouillé)
- Beronne (XVIe siècle, liste des paroisses du diocèse)
- Brevronna (XVIIe siècle, pouillé)
- Brunevonna (XVIIIe siècle, pouillé)
- Brevone (XVIIIe siècle)

Brévonnes a toujours fait partie de la seigneurie de Piney.
Célèbre jadis pour ses haricots.
À la suite des crues de la Seine du début du XXe siècle qui inondèrent Paris, l'État et le département de la Seine décidèrent de la création de lacs-réservoirs pour contrôler les crues et apporter de l'eau en été à la Seine. L'Aube, important affluent de la Seine, fit donc l'objet de travaux pour créer les Lacs d'Amance et du Temple. Les travaux de réalisation de la digue de Brévonnes, bordant le Lac du Temple, démarrent le 1er juillet 1986.

## Politique et administration
| Période                                  | Période  | Identité      | Étiquette | Qualité |
| ---------------------------------------- | -------- | ------------- | --------- | ------- |
| 1971                                     | 1995     | Robert Six    |           |         |
| mars 2001                                | En cours | Lydie Finello | DVG       |         |
| Les données manquantes sont à compléter. |          |               |           |         |

## Démographie
L'évolution du nombre d'habitants est connue à travers les recensements de la population effectués dans la commune depuis 1793. Pour les communes de moins de 10 000 habitants, une enquête de recensement portant sur toute la population est réalisée tous les cinq ans, les populations de référence des années intermédiaires étant quant à elles estimées par interpolation ou extrapolation. Pour la commune, le premier recensement exhaustif entrant dans le cadre du nouveau dispositif a été réalisé en 2008.

En 2022, la commune comptait 667 habitants, en évolution de −4,03 % par rapport à 2016 (Aube : +0,7 %, France hors Mayotte : +2,11 %).
| 1793 | 1800 | 1806 | 1821 | 1831 | 1836 | 1841 | 1846 | 1851 |
| ---- | ---- | ---- | ---- | ---- | ---- | ---- | ---- | ---- |
| 728  | 714  | 714  | 735  | 810  | 860  | 840  | 866  | 876  |

| 1856 | 1861 | 1866 | 1872 | 1876 | 1881 | 1886 | 1891 | 1896 |
| ---- | ---- | ---- | ---- | ---- | ---- | ---- | ---- | ---- |
| 786  | 792  | 850  | 829  | 808  | 776  | 796  | 787  | 761  |

| 1901 | 1906 | 1911 | 1921 | 1926 | 1931 | 1936 | 1946 | 1954 |
| ---- | ---- | ---- | ---- | ---- | ---- | ---- | ---- | ---- |
| 733  | 721  | 663  | 617  | 661  | 764  | 648  | 644  | 629  |

| 1962 | 1968 | 1975 | 1982 | 1990 | 1999 | 2006 | 2008 | 2013 |
| ---- | ---- | ---- | ---- | ---- | ---- | ---- | ---- | ---- |
| 637  | 648  | 563  | 655  | 604  | 584  | 664  | 687  | 703  |

| 2018 | 2022 | - | - | - | - | - | - | - |
| ---- | ---- | - | - | - | - | - | - | - |
| 677  | 667  | - | - | - | - | - | - | - |

## Distinctions culturelles
Brévonnes fait partie des communes ayant reçu l’étoile verte espérantiste, distinction remise aux maires de communes recensant des locuteurs de la langue construite espéranto.

## Culture locale et patrimoine

### Lieux et monuments

#### Édifices religieux
- Église Saint-Clément-et-Saint-Barthélemy de Brévonnes du XVIe siècle avec abside du XIXe siècle : tombe de Jacques Gadonot, seigneur de Planfort - statue XVIe siècle - piscine XVIe siècle - lutrin XVIIIe siècle

Église de Brévonnes
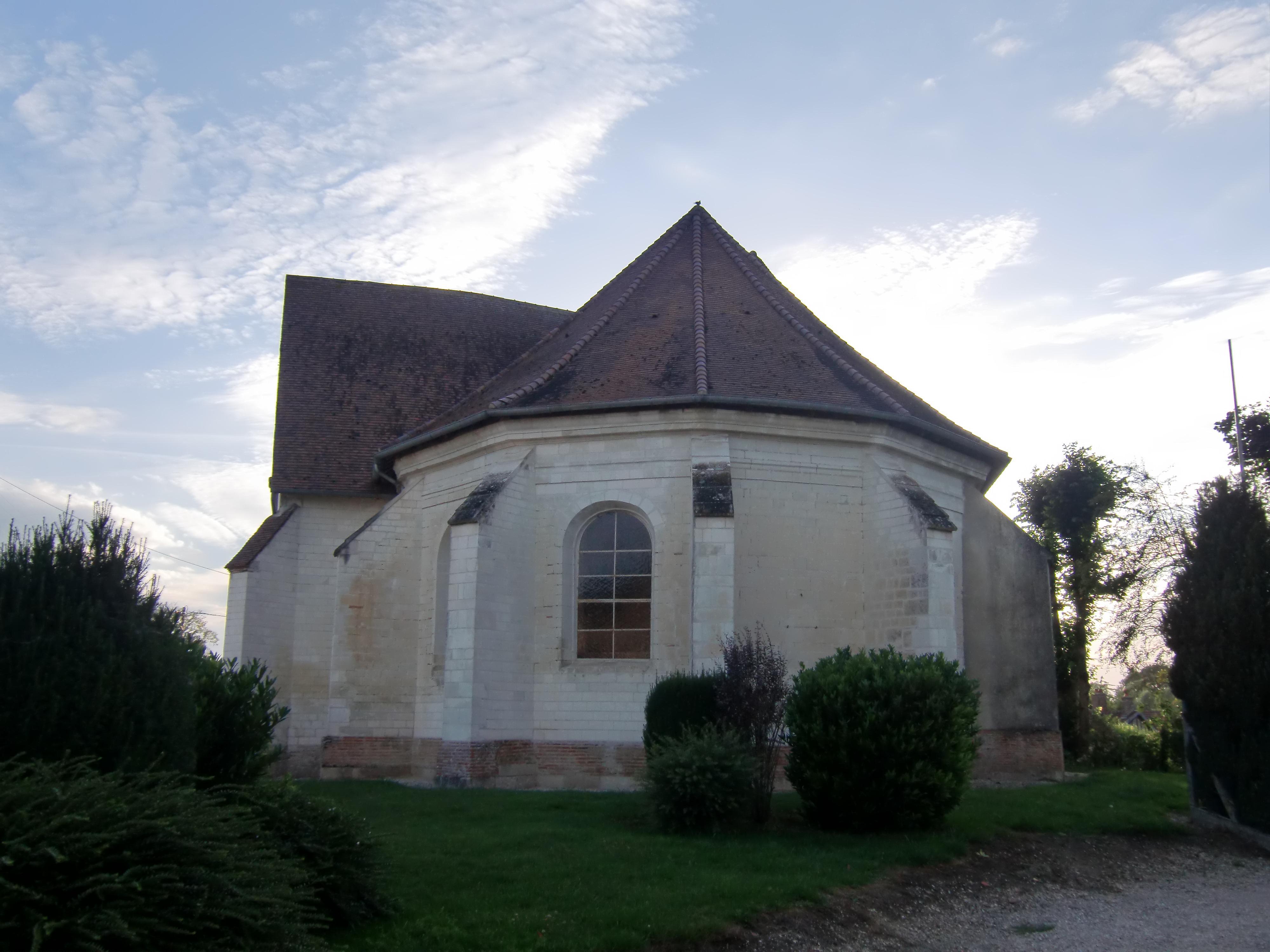
église.
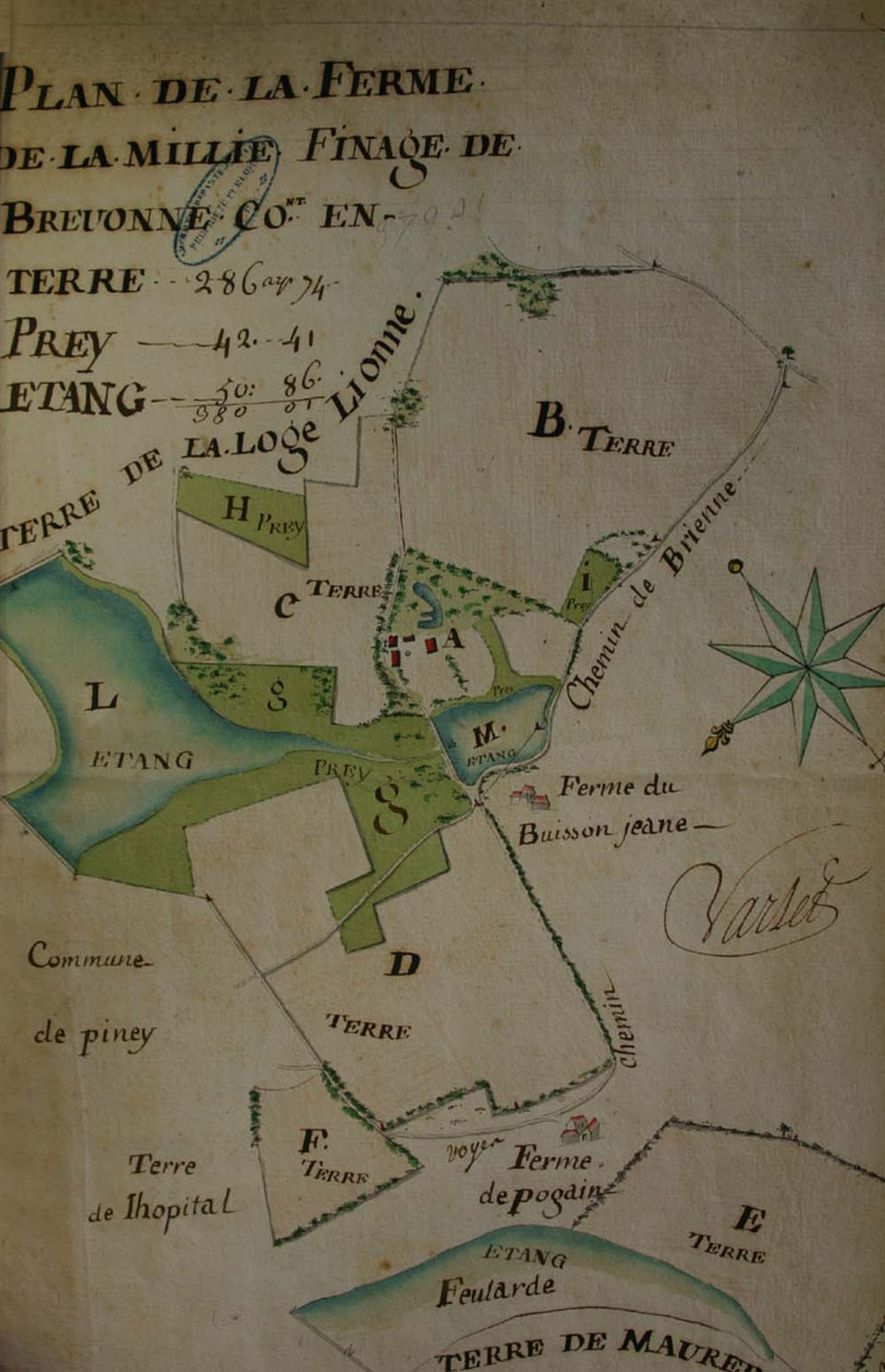
Ferme de la Millie
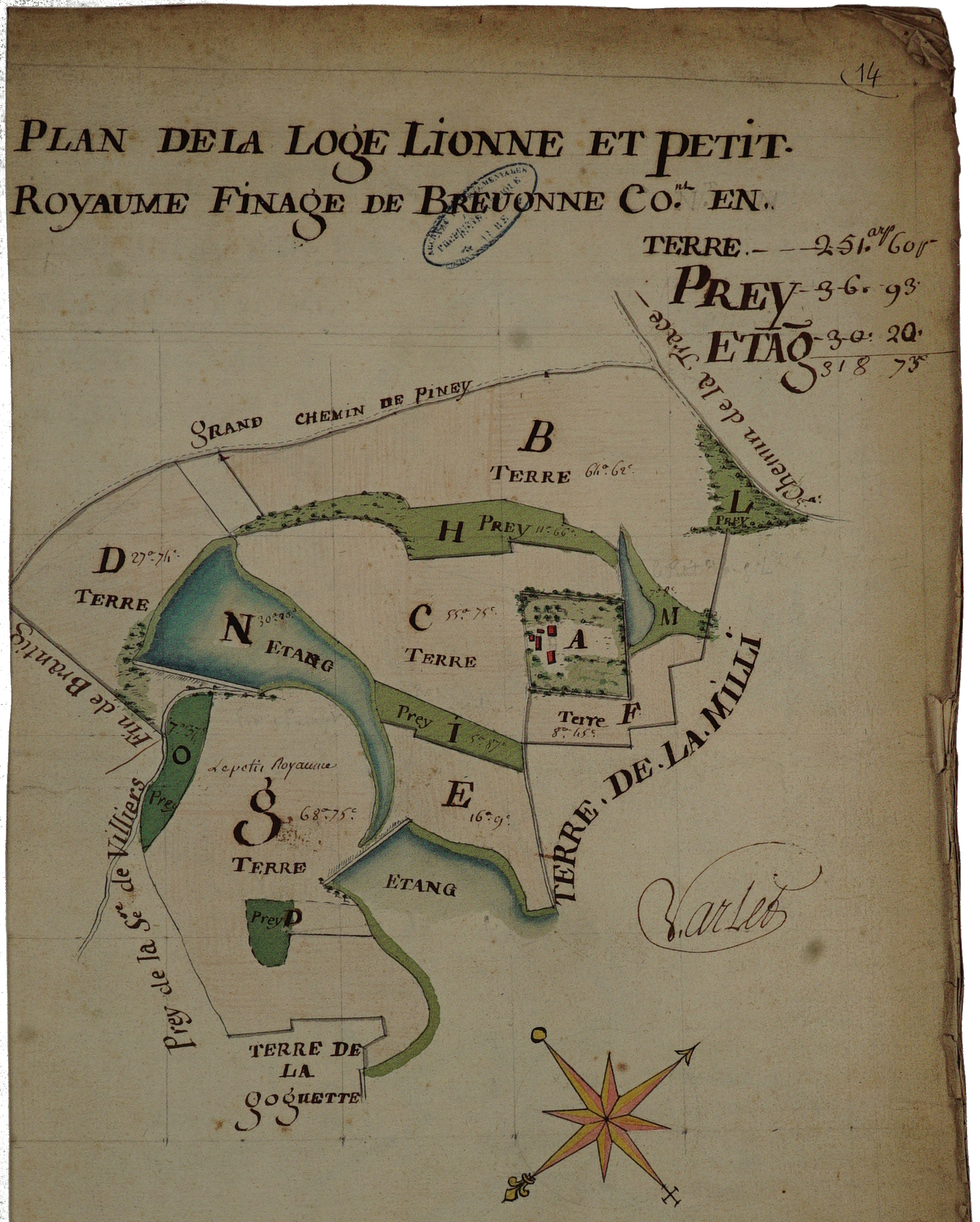
et Loge-Lionne, A.D. de l'Aube.

- Chapelle de Marmoret : Vierge de Piété 16e provenant de l'abbaye de Montier-la-Celle (Saint-André-les-Vergers).

#### Architecture civile
Fermes nées des essarts du village : Planfort, les Usages, la Milly, la Loge Lionne. Ces deux dernières ont été les propriétés des templiers, puis des hospitaliers, jusqu'en 1789. La ferme de l'Abondance n'existe plus depuis la mise en service du lac-réservoir Aube. Une de ses granges a été démontée et reconstruite à l'Étape, commune de Mathaux où elle accueille désormais les services techniques de l'Institution Interdépartementale des Barrages-Réservoirs du Bassin de la Seine.

#### Édifices industriels
Tuileries et briqueteries du MarmoretLa S.A. des tuileries et briqueteries du Marmoret fait édifier une tuilerie et briqueterie vers 1934. Cette usine fonctionne jusqu'en 1960 environ et a laissé la place à des activités artisanales.

#### Sites archéologiques
Au sud-est du village, contrée des Usages, on a trouvé un cercueil de pierre d'origine franque.

#### Curiosités
Lac du Temple, 1 800 ha
Étang de Jonchery
Fontaines Sainte-Reine et Sainte-Sophie

### Fermes
Ferme de Planfort, ferme des Usages, ferme de la Loge Lionne.